# Interkontinentální pohár 1987
Dvacátý šestý ročník Interkontinentálního poháru byl odehrán 13. prosince 1987 na Olympijském stadionu v Tokiu, kde se pravidelně hrál pravidelně již od roku 1980. Ve vzájemném zápase se střetli vítěz PMEZ v ročníku 1986/87 – FC Porto a vítěz Poháru osvoboditelů v ročníku 1987 – CA Peñarol.

## Zápas
| 13. prosince 1987     |        |            |                                                  |
| FC Porto              | 2 : 1  | CA Peñarol | Olympijský stadion, Tokio rozhodčí: Franz Wöhrer |
| Gomes 41' Madžer 109' | Report | 80' Viera  | Olympijský stadion, Tokio rozhodčí: Franz Wöhrer |

| FC Porto | Peñarol |

|               |    |                      |  |     |
|               |    |                      |  |     |
| B             | 1  | Józef Młynarczyk     |  |     |
| O             | 2  | João Domingos Pinto  |  |     |
| O             | 3  | Augusto Inácio       |  |     |
| O             | 5  | António Lima Pereira |  |     |
| O             | 6  | Rui Barros           |  | 61' |
| Z             | 4  | Geraldão             |  |     |
| Z             | 7  | Jaime Magalhães      |  |     |
| Z             | 8  | Rabah Madžer         |  |     |
| Z             | 10 | António Sousa        |  |     |
| Z             | 9  | Fernando Gomes       |  |     |
| Ú             | 11 | António André        |  |     |
| Střídání:     |    |                      |  |     |
| SZ            | 13 | Quim                 |  | 61' |
| Trenér:       |    |                      |  |     |
| Tomislav Ivić |    |                      |  |     |

|               |    |                   |  |     |
|               |    |                   |  |     |
| B             | 1  | Eduardo Pereira   |  |     |
| O             | 4  | José Herrera      |  | 95' |
| O             | 2  | Marcelo Rotti     |  |     |
| O             | 3  | Obdulio Trasante  |  |     |
| O             | 6  | Alfonso Domínguez |  |     |
| Z             | 8  | Eduardo da Silva  |  |     |
| Z             | 5  | José Perdomo      |  |     |
| Z             | 10 | Ricardo Viera     |  |     |
| Z             | 7  | Daniel Vidal      |  |     |
| Ú             | 9  | Diego Aguirre     |  |     |
| Ú             | 11 | Jorge Cabrera     |  | 46' |
| Střídání:     |    |                   |  |     |
| MF            | 13 | Jorge Gonçálvez   |  | 95' |
| MF            | 15 | Gustavo Matosas   |  | 46' |
| Trenér:       |    |                   |  |     |
| Óscar Tabárez |    |                   |  |     |

| Muž zápasu: Madžer (FC Porto) |

## Vítěz
| Interkontinentální pohár 1987 FC Porto (1. vítězství) |